# 大学生ダメ論
大学生ダメ論（だいがくせいダメろん）とは戦後の日本社会で口にされるようになった教育論争である。現在においてもメディアの論調として登場する。

## はじめに
大学教育及び大学生研究に関して著名な溝上慎一は大学生ダメ論のはじまりについて以下のように述べている。
太平洋戦争の敗戦後、日本においてGHQ主導による教育改革が実施され、1947年に教育基本法及び学校教育法が制定された。これによって幼稚園から大学までの単線型学制が定められ、これまでの旧制度下の複線型であった学校体系は6（小学校）・3（中学校）・3（高等学校）・4（大学）の単線型の学校体系に改められたことにより、進学途上における多くの袋小路や制度上の壁が除去された。これにより、これまでの帝国大学や旧制高等学校、大学予科、高等師範学校、師範学校、青年師範学校、各種の専門学校、そのほかの教員養成所などが、すべて一括で大学と称されることとなった。これによって各地の旧制専門学校、師範学校等が次々と、いとも簡単に大学に昇格する光景は、戦前までの大学観を大きく低下させるとともに、大学生の数も大幅に増加し、これまで「学生さん」「学士様」などと呼ばれ特別扱いを受けていた学生観も権威も一新され、実力、素質の低下を含めた大学や大学生の社会的地位の下落招き、それを皮肉るものとして駅弁大学という言葉が生まれた。

## 大学生ダメ論に関するメディアの報道履歴（年次ごと）
- 朝日新聞・1959年10月25日付「大学生の"復興"」
  - 「だれでも大学に行けるというのはよいが、その代わりに、大学は行っておればそれで良いというような所になった。修練の場ではなくなった。青年を甘やかすところになったし、ことによれば授業料をとるだけのところにもなった。そして大学は、もうそんなものだと信じ込まれ出した」
- 毎日新聞・1961年4月16日付「大学の幼稚化」
  - 「大学合格者のうち、"現役"の率が多くなるのが全国的な傾向らしいが、そのせいかここ1、2年、大学生の「年」がいろいろな意味で若くなっているように思える。ことしの入学式をみると、父兄の同伴が意外なほど多い。入学試験日、入学手続き、またしかり。おかげで角帽の売れ行きも上質のものが大量に出たというほどだ。「いなかの親父を東京に呼んで」などという台詞ではなく、「お父さんにつれられて」大学にやってくるのが、最近の新入生だと言えそうである。言ってみれば、大学も次第に「幼稚園」に近づきつつあるということらしい」
- 朝日新聞・1966年3月30日付「字を知らない大学生」
- 朝日新聞・1967年7月15日付「学問を忘れた大学生」
- 朝日新聞・1969年1月1日付「能力不足、四人に一人」

## 関連書籍
- 大学生 ダメ論をこえて－現代のエスプリ213－（新堀通也著、1985年）
- 大学生の学び・入門－大学での勉強は役に立つ！－（溝上慎一著、2006年）